# Садибний будинок Корф
Садибний будинок родини Корф — палацово-парковий комплекс, розташований у селі Рахнівка Дунаєвецької міської громади Кам'янець-Подільського району Хмельницької області.

## Історія
Відомо, що садибний будинок родина Корф звела тут в 1910 р. Являє собою довгу, одноповерхову, мінімально декоровану будівлю. Господаркою на момент побудови палацу була Єлизавета-Софія Корф.
Садиба розташована майже в центрі села, за магазином на площі з меморіалом загиблим в Другу світову. Біля палацу стоїть пам'ятник Тарасу Шевченку. Існує непідтверджена фактами легенда, що раніше це був пам'ятник Леніну, а вже за незалежності йому відпиляли голову, щоб приладнати голову Кобзаря. Від панського парку залишилсь кілька вікових дубів, які можна побачити ближче до сільського футбольного поля.
З радянських часів в приміщенні палацу Корф знаходиться сільська школа. 
В 2010 року внаслідок двомісяцних дощів постраждали підвали палацу. В червні того ж року наслідки підтопленя було ліквідовано.